# 竹本米太夫
竹本 米太夫（たけもと よねたゆう）は、義太夫節（歌舞伎）の太夫。
- 初代 竹本米太夫 - 竹本粂太夫の幼名。
- 2代目（代外とも） 竹本米太夫 - 歌舞伎の世界に転じた。
- 3代目（2代目とも） 竹本米太夫 - 本項で詳細。

3代目竹本 米太夫（たけもと よねたゆう、1916年3月25日 - 1993年5月30日）は義太夫節の太夫。本名は松崎春男。東京生まれ。
幼少から義太夫に親しみ、文楽の六代目竹本土佐大夫に入門し「土佐子大夫」を名乗っていたが、大戦復員後に兄弟子の名人鏡太夫の世話で歌舞伎に転向。
1947年に初代中村吉右衛門の吉右衛門劇団に入団。1949年に竹本米太夫を襲名。1982年に歌舞伎義太夫竹本協会を設立し初代会長に就任。1990年に勲五等双光旭日章受章。
主に時代物を得意とした。代表的な演目に「熊谷陣屋」「寺子屋」「俊寛」「毛谷村」がある。